# Apionsoma trichocephalus
Apionsoma trichocephalus är en stjärnmaskart som beskrevs av Sluiter 1902. Apionsoma trichocephalus ingår i släktet Apionsoma och familjen Phascolosomatidae. Inga underarter finns listade i Catalogue of Life.